# هاندزام الكلاسيكي 2014
هاندزام الكلاسيكي 2014 (بالفرنسية: Handzame Classic 2014)‏  هو سباق دراجات هوائية، وهو الموسم رقم 4 من السباق، وأقيم في 21 مارس 2014، وهو أحد سباقات طواف أوروبا للدراجات 2014، وهو من نوع سباق يوم واحد، وهو من نوع سباق الدراجات.
فاز فيه بالمركز الأول لوكا ميزجيك، وبالمركز الثاني ثيو بوس، وبالمركز الثالث إدوارد ثيونس.

## الفائزون
| الترتيب | الفائز       |
| ------- | ------------ |
| الفائز  | لوكا ميزجيك  |
| الثاني  | ثيو بوس      |
| الثالث  | إدوارد ثيونس |